# مونكتون

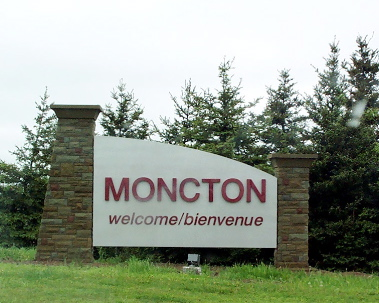
مدينة مونكتون

مونكتون (بالإنجليزية: Moncton)‏ هي مدينة في مقاطعة ستمورلند، جنوب شرق نيو برونزويك في كندا.
مدينة مونكتون هي ثاني أكبر مدينة في المقاطعة، بـ 64128 نسمة حسب إحصائيات سنة 2006، أي أقل قليلا من مدينة سانت جون.

## المناخ
يظهر الجدول التالي التغييرات المناخية على مدار السنة لمونكتون:
| البيانات المناخية لـمونكتون        | البيانات المناخية لـمونكتون | البيانات المناخية لـمونكتون | البيانات المناخية لـمونكتون | البيانات المناخية لـمونكتون | البيانات المناخية لـمونكتون | البيانات المناخية لـمونكتون | البيانات المناخية لـمونكتون | البيانات المناخية لـمونكتون | البيانات المناخية لـمونكتون | البيانات المناخية لـمونكتون | البيانات المناخية لـمونكتون | البيانات المناخية لـمونكتون | البيانات المناخية لـمونكتون |
| الشهر                              | يناير                       | فبراير                      | مارس                        | أبريل                       | مايو                        | يونيو                       | يوليو                       | أغسطس                       | سبتمبر                      | أكتوبر                      | نوفمبر                      | ديسمبر                      | المعدل السنوي               |
| ---------------------------------- | --------------------------- | --------------------------- | --------------------------- | --------------------------- | --------------------------- | --------------------------- | --------------------------- | --------------------------- | --------------------------- | --------------------------- | --------------------------- | --------------------------- | --------------------------- |
| الدرجة القصوى °م (°ف)              | 17.2 (63.0)                 | 18.0 (64.4)                 | 26.1 (79.0)                 | 29.0 (84.2)                 | 34.5 (94.1)                 | 34.4 (93.9)                 | 36.1 (97.0)                 | 37.8 (100.0)                | 35.0 (95.0)                 | 28.3 (82.9)                 | 23.0 (73.4)                 | 18.3 (64.9)                 | 37.8 (100.0)                |
| متوسط درجة الحرارة الكبرى °م (°ف)  | −3.2 (26.2)                 | −1.7 (28.9)                 | 2.7 (36.9)                  | 9.0 (48.2)                  | 16.5 (61.7)                 | 21.9 (71.4)                 | 25.3 (77.5)                 | 24.7 (76.5)                 | 20.0 (68.0)                 | 13.2 (55.8)                 | 6.4 (43.5)                  | −0.1 (31.8)                 | 11.2 (52.2)                 |
| المتوسط اليومي °م (°ف)             | −8.2 (17.2)                 | −7 (19)                     | −2.3 (27.9)                 | 4.2 (39.6)                  | 10.7 (51.3)                 | 16.0 (60.8)                 | 19.5 (67.1)                 | 19.0 (66.2)                 | 14.5 (58.1)                 | 8.3 (46.9)                  | 2.5 (36.5)                  | −4.3 (24.3)                 | 6.1 (43.0)                  |
| متوسط درجة الحرارة الصغرى °م (°ف)  | −13.1 (8.4)                 | −12.2 (10.0)                | −7.2 (19.0)                 | −0.7 (30.7)                 | 4.9 (40.8)                  | 10.0 (50.0)                 | 13.7 (56.7)                 | 13.2 (55.8)                 | 8.9 (48.0)                  | 3.3 (37.9)                  | −1.5 (29.3)                 | −8.4 (16.9)                 | 0.9 (33.6)                  |
| أدنى درجة حرارة °م (°ف)            | −36.7 (−34.1)               | −37.8 (−36.0)               | −31.7 (−25.1)               | −17.8 (0.0)                 | −7.2 (19.0)                 | −3.9 (25.0)                 | 0.0 (32.0)                  | −1.1 (30.0)                 | −6.1 (21.0)                 | −9.4 (15.1)                 | −21.1 (−6.0)                | −34.4 (−29.9)               | −37.8 (−36.0)               |
| الهطول مم (إنش)                    | 97.7 (3.85)                 | 84.0 (3.31)                 | 105.9 (4.17)                | 92.0 (3.62)                 | 101.7 (4.00)                | 88.0 (3.46)                 | 84.8 (3.34)                 | 76.6 (3.02)                 | 93.7 (3.69)                 | 105.9 (4.17)                | 93.8 (3.69)                 | 100.0 (3.94)                | 1٬124 (44.25)               |
| معدل هطول الأمطار مم (إنش)         | 30.3 (1.19)                 | 30.2 (1.19)                 | 47.4 (1.87)                 | 63.4 (2.50)                 | 96.8 (3.81)                 | 88.0 (3.46)                 | 84.8 (3.34)                 | 76.6 (3.02)                 | 93.7 (3.69)                 | 104.6 (4.12)                | 77.1 (3.04)                 | 49.1 (1.93)                 | 842.0 (33.15)               |
| متوسط تساقط الثلوج سم (إنش)        | 67.4 (26.5)                 | 53.8 (21.2)                 | 58.5 (23.0)                 | 28.5 (11.2)                 | 4.9 (1.9)                   | 0.0 (0.0)                   | 0.0 (0.0)                   | 0.0 (0.0)                   | 0.0 (0.0)                   | 1.3 (0.5)                   | 16.7 (6.6)                  | 50.8 (20.0)                 | 282.0 (111.0)               |
| متوسط أيام هطول الأمطار (≥ 0.2 mm) | 14.6                        | 11.8                        | 13.6                        | 14.2                        | 14.8                        | 13.4                        | 12.5                        | 10.9                        | 11.4                        | 13.1                        | 15.3                        | 15.3                        | 160.8                       |
| متوسط الأيام الممطرة (≥ 0.2 mm)    | 4.8                         | 4.3                         | 7.0                         | 11.3                        | 14.6                        | 13.4                        | 12.5                        | 10.9                        | 11.4                        | 12.9                        | 12.6                        | 7.1                         | 122.8                       |
| متوسط الأيام المثلجة (≥ 0.2 cm)    | 11.7                        | 9.1                         | 8.7                         | 5.2                         | 0.75                        | 0.0                         | 0.0                         | 0.0                         | 0.0                         | 0.36                        | 4.3                         | 10.1                        | 50.1                        |
| المصدر: Environment Canada         |                             |                             |                             |                             |                             |                             |                             |                             |                             |                             |                             |                             |                             |

## توأمة
لمونكتون اتفاقيات توأمة مع كل من:
- ريشيتسا
- غالواي

## أعلام
- ديك غامبل
- بوبي كاي
- روب ولز
- جون إل. بيك
- ريد ماكمانوس
- فيك هاو
- قاي براون
- فيليب مايرز
- تيري مور
- رينيه دوبريه

## روابط خارجية
- (بالفرنسية) الموقع الرسمي للمدينة